# Ineu
Ineu (en húngaro: Borosjenő) es una ciudad con estatus de oraș de Rumania en el distrito de Arad.

## Geografía
Se encuentra a una altitud de 110 m s. n. m. a 539 km de la capital, Bucarest.

## Demografía
Según estimación 2012 contaba con una población de 9 437 habitantes.
| 1948 | 1956 | 1966 | 1977   | 1992   | 2002   | 2012  |
| s/d  | s/d  | s/d  | 10 259 | 10 915 | 10 207 | 9 437 |